# Наваринский бой
Навари́нский бой 1770 года — бой во время Русско-турецкой войны 1768—1774 годов, завершившийся взятием русскими экспедиционными силами Первой архипелагской экспедиции турецкой крепости Наварин (Неокастрон; располагалась у города Пилос, ныне являющегося административным центром общины Пилос-Нестор, Греция).

## Ход событий
Русская эскадра под командованием адмирала Г. А. Спиридова была направлена в Средиземное море вскоре после начала войны с задачей оттянуть на себя часть сил противника с Чёрного моря и Придунайского театра и оказать помощь грекам в их борьбе за независимость. 30 марта (10 апреля) 1770 года отряд, выделенный из эскадры, в составе линейных кораблей «Иануарий» и «Три Святителя» и фрегата «Святой Николай» подошёл к крепости Наварин. На берег высадился десант под командованием бригадира морской артиллерии И. А. Ганнибала, включавший 300 человек и осадную артиллерию. 10 (21) апреля после шестидневной бомбардировки силы десанта совместно с отрядом Ю. В. Долгорукова из 1,3 тысячи человек взял крепость штурмом; согласно другим источникам, русские силы принудили гарнизон крепости капитулировать 8 (19) апреля.
В результате захвата крепости русские войска захватили 42 пушки, 3 мортиры, 800 пудов пороха и множество другого оружия. Некоторое время (до 26 мая (6 июня) 1770 года) Наварин, имевший удобную бухту, использовался как временная маневренная база русского флота, но затем, как отмечалось в Военной энциклопедии Сытина, «по слабости русских сил» крепость была вновь захвачена турками.

## Память
А. С. Пушкин был внучатым племянником Ивана Абрамовича Ганнибала, командовавшего десантом при высадке у крепости Наварин. Об участии своего предка в Наваринском бою 1770 года поэт упомянул в стихотворении «Моя родословная»:
И был отец он Ганнибала,

Пред кем средь Чесменских пучин

Громада кораблей вспылала,

И пал впервые Наварин.